# Nem vagyunk mi angyalok
A Nem agyunk mi angyalok (eredeti cím: We're No Angels) egy 1989-es amerikai filmvígjáték Neil Jordan rendezésében. Az 1955-ös Nem vagyunk angyalok című film remake-je, a főszerepekben Robert De Niro, Sean Penn és Demi Moore látható.

## Cselekmény
|  | Alább a cselekmény részletei következnek! |

1935-ben egy amerikai fegyházban, a kanadai határ közelében két pitiáner bűnöző, Ned és Jim egy veszélyes bűnözővel, a kivégzésére váró Bobbyval, megszöknek. Miután szem elől vesztik Bobbyt, Nedet és Jimet Mrs Blair fogadja be, aki összetéveszti őket Reilly és Brown atyákkal, két jeles teológusokkal, akik a helyi kolostor büszkeségének számító Szűz Mária-szobor csodájának emlékére rendezett éves fesztiválra érkeztek.
Miközben arra várnak, hogy átkelhessenek Kanadába, a két szökevény elfogadta a papok vendégszeretetét. Bobbyt a rendőrség megöli a felvonulás során. Ned megmenti Molly lányát a vízbefulladástól, az esemény után a lány képes beszélni. Jim összebarátkozik egy fiatal szerzetessel, és úgy dönt, hogy a kolostorban marad, hogy valóban pap legyen. Ned Kanadába viszi Mollyt és a lányát.
|  | Itt a vége a cselekmény részletezésének! |

## Szereplők
| Szerep           | Színész        | 1. Magyar szinkron |
| ---------------- | -------------- | ------------------ |
| Ned              | Robert De Niro | Reviczky Gábor     |
| Jim              | Sean Penn      | Kaszás Attila      |
| Molly            | Demi Moore     | Pregitzer Fruzsina |
| Levesque atya    | Hoyt Axton     | Sinkó László       |
| Seriffhelyettes  | Bruno Kirby    | Szombathy Gyula    |
| Börtönigazgató   | Ray McAnally   | Gera Zoltán        |
| Bobby            | James Russo    | Szerednyey Béla    |
| Tolmács          | Wallace Shawn  | Harkányi Endre     |
| Fiatal szerzetes | John C. Reilly | Harkányi Endre     |

## Forgatás
David Mamet forgatókönyvíró az 1955-ös Nem vagyunk angyalok című filmből vette át az alapötletett, de új forgatókönyvet alkotott. Bár a történet New York állam északi részén játszódik, a filmet a Brit Columbia állambeli Missionben forgatták. A díszlettervezés során egy egész folyóparti várost alakítottak ki, és csak a díszletre fordított 2,5 millió kanadai dolláros költségvetés a legnagyobb volt, amit addig Kanadában készített filmre költöttek.
A forgatás 1989. február 8-án kezdődött és ugyanezen év májusában fejeződött be.

## Bevétel
A Nem vagyunk mi angyalok 1989. december 15-én került a mozikba 1239 moziban. A mozipénztáraknál a nyitóhétvégéjén 2,04 millió dollárt hozott, ami a nyolcadik helyre volt elég. A film az Egyesült Államokban 10,5 millió dollárt hozott, ami a 20 millió dolláros költségvetéséhez képest gyengének mondható.

## Kritikai visszhang
A Rotten Tomatoes-on a Nem vagyunk mi angyalok 48%-os tetszési indexet ért el, tehát megosztotta a film a kritikusokat. 

## Fordítás
- Ez a szócikk részben vagy egészben  a   We're No Angels (1989 film) című angol Wikipédia-szócikk fordításán alapul.  Az eredeti cikk szerkesztőit annak laptörténete sorolja fel. Ez a jelzés csupán a megfogalmazás eredetét és a szerzői jogokat jelzi, nem szolgál a cikkben szereplő információk forrásmegjelöléseként.